# Уиже
Уи́же (порт. Uíge) — провинция в Анголе. Площадь провинции равна 58 698 км². Численность населения составляет 1 426 354 человека (2014 год). Административный центр — город Уиже.

## География
Провинция Уиже находится на крайнем севере Анголы, в 200 километрах на северо-восток от Луанды. К западу от неё находится провинция Заире, к югу — провинции Бенго, Северная Кванза и Маланже. На севере и востоке Уиже проходит государственная граница между Анголой и Демократической Республикой Конго.
Большую часть территории Уиже покрывают саванны, на востоке — тропические леса. Крупнейшая река — Кванго.

## История
Уиже — регион традиционного расселения народа баконго. В XIV—XIX веках здесь располагались политико-экономические центры Королевства Конго. После окончательного захвата Анголы португальцами в провинции стало развиваться плантационное выращивание кофе, затем кофейная промышленность.
Средневековая государственная традиция баконго и близость Конго-Заира, получившего независимость в 1960 году, способствовала антиколониальному движению в Уиже и соседних регионах. В 1950—1970-х провинции Уиже и Заире являлись основными очагами активности Союза народов Анголы (УПА) и Национального фронта освобождения Анголы (ФНЛА).
В годы гражданской войны в Анголе в Уиже находились опорные базы движения ФНЛА. В административном центре провинции Кармоне размещалась столица ФНЛА. Зимой 1975/1976 в Уиже шли ожесточённые бои. В январе-феврале 1976 года отряды ФНЛА и поддерживающие их заирские части были разгромлены войсками МПЛА при решающей помощи кубинского экспедиционного корпуса. Провинция была взята под контроль марксистского правительства. Однако разрозненные партизанские группы ФНЛА продолжали действовать в Уиже до 1979 года.
В 1990-х годах в Уиже активно действовали антиправительственные повстанческие отряды УНИТА. Обстановка в провинции стабилизировалась только после окончания гражданской войны в 2002 году.
С 1976 административному центру провинции возвращено первоначальное название — Уиже.

## Административное деление
В административном отношении она разделена на 16 муниципалитетов:
- Уиже
- Амбвила
- Сонго
- Бембе
- Негаже
- Бунго
- Макела-ду-Зомбо
- Дамба
- Кангола
- Санза-Помбо
- Китеше
- Кимбеле
- Милунга
- Пури
- Мукаба
- Бвенгас

## Экономика
Главной отраслью производства в Уиже является сельское хозяйство. Здесь выращиваются кофе, арахис, хлопчатник, зерновые и бобовые культуры. Имеются месторождения серебра, меди, кобальта. Через провинцию проходит стратегически важная трасса Луанда — Киншаса.